# Biscutella controversa
Biscutella controversa là một loài thực vật có hoa trong họ Cải. Loài này được Boreau mô tả khoa học đầu tiên năm 1857.